# Defrosted
Defrosted je druhé studiové album psychedelic rockové skupiny Frijid Pink, vydané v létě roku 1970 u Parrot Records.

## Seznam skladeb
1. "Black Lace" - 6:10
2. "Sing A Song For Freedom" - 3:00
3. "I'll Never Be Lonely" - 5:01
4. "Bye Bye Blues" - 4:56
5. "Pain In My Heart" - 8:19
6. "Sloony" (instrumental) - 3:36
7. "I'm Movin'" - 4:53
8. "I Haven't Got The Time" - 4:21

### Bonusy
1. "We're Gonna Be There" - 2:28
2. "Shorty Kline" - 2:19
3. "I Love Her" - 2:20
4. "Lost Son" - 2:45

## Sestava

### Firjid Pink
- Kelly Green - zpěv, cowbell
- Gary Ray Thompson - kytara
- Tom Beaudry - baskytara
- Richard Stevers - bicí, tympani

### Hosté
- Larry Zelanka - klávesy